# Mathieu Zangarelli
Mathieu Zangarelli (ur. 4 lipca 1979 roku w Scoutoux) – francuski kierowca wyścigowy.

## Kariera
Zangarelli rozpoczął karierę w wyścigach samochodowych w 1996 roku od startów w Francuskiej Formule Renault Campus, gdzie zdobył tytuł wicemistrzowski. W późniejszych latach pojawiał się także w stawce Francuskiej Formule Renault, Grand Prix Makau, Formuły 3 Korea Super Prix, Europejskiego Pucharu Formuły 3, Francuskiej Formuły 3, Masters of Formula 3, Japońskiej Formuły 3, World Series by Nissan, French GT Championship, Peugeot RC Cup, French Touring Cup Championship, 24 Hours of Spa oraz Francuskiego Pucharu Renault Clio.
W World Series by Nissan Francuz wystartował podczas czterech wyścigów sezonu 2003, jednak nigdy nie zdobywał punktów.